# 达尼埃莱·达内辛
达尼埃莱·达内辛（義大利語：Daniele Danesin，1985年12月7日—），意大利男子赛艇运动员。他曾代表意大利参加世界赛艇锦标赛，获得四枚金牌和一枚银牌。他也曾参加2012年夏季奥运会。